# Novo Gradiște, Veliko Tărnovo
Novo Gradiște (în bulgară Ново Градище) este un sat în comuna Strajița, regiunea Veliko Tărnovo,  Bulgaria. 

## Demografie
Componența etnică a satului Novo Gradiște
     Bulgari (95,32%)
     Turci (4,67%)
     Nicio identificare (0%)
     Altele (0%)
La recensământul din 2011, populația satului Novo Gradiște era de 107 locuitori. Din punct de vedere etnic, majoritatea locuitorilor (95,32%) erau bulgari, cu o minoritate de turci (4,67%). Pentru 0% din locuitori nu este cunoscută apartenența etnică.